# Női 400 méteres gátfutás a 2011. évi nyári európai ifjúsági olimpiai fesztiválon
A 2011. évi nyári európai ifjúsági olimpiai fesztiválon az atlétikai versenyszámokat Trabzonban rendezték. A női 400 méteres gátfutás előfutamait július 27.-én, a döntőjét pedig július 28.-án rendezték.

## Selejtező
Minden selejtezőcsoport első 3 helyezettje (Q) illetve a további legjobb 2 időeredménnyel (q) rendelkező sportoló jutott tovább a döntőbe.
| H  | F | Név                      | Nemzet           | E       | Mj   |
| -- | - | ------------------------ | ---------------- | ------- | ---- |
| 1  | 1 | Katsiaryna Verameyenka   | Fehéroroszország | 59.66   | Q PB |
| 2  | 1 | Megan Kiely              | Írország         | 1:01.28 | Q    |
| 3  | 1 | Eva Trost                | Szlovénia        | 1:01.42 | Q    |
| 4  | 2 | Emeline Bauwe            | Franciaország    | 1:01.56 | Q    |
| 5  | 2 | Raphaela Boaheng Lukudo  | Olaszország      | 1:01.62 | Q PB |
| 6  | 2 | Isabell Hergenroether    | Németország      | 1:01.68 | Q    |
| 7  | 2 | Elizaveta Anikienko      | Oroszország      | 1:02.16 | q    |
| 8  | 1 | Andreea Mihaela Cojocaru | Románia          | 1:03.06 | q    |
| 9  | 2 | Roos-Sanne Claassen      | Hollandia        | 1:03.39 |      |
| 10 | 2 | Liva Freimane            | Lettország       | 1:03.63 | PB   |
| 11 | 2 | Katerina Sidiropoulou    | Görögország      | 1:03.80 | PB   |
| 12 | 1 | Agne Ganyte              | Litvánia         | 1:04.23 |      |
| 13 | 1 | Beyza Tilki              | Törökország      | 1:04.71 |      |
| 14 | 1 | Bettina Raffalt          | Ausztria         | 1:04.99 |      |

## Döntő
| H     | Név                      | Nemzet           | E       | Mj |
| ----- | ------------------------ | ---------------- | ------- | -- |
| Arany | Katsiaryna Verameyenka   | Fehéroroszország | 59.57   | PB |
| Ezüst | Emeline Bauwe            | Franciaország    | 1:00.42 | PB |
| Bronz | Megan Kiely              | Írország         | 1:00.44 | PB |
| 4.    | Isabell Hergenroether    | Németország      | 1:01.09 |    |
| 5.    | Eva Trost                | Szlovénia        | 1:01.43 |    |
| 6.    | Raphaela Boaheng Lukudo  | Olaszország      | 1:01.56 | PB |
| 7.    | Elizaveta Anikienko      | Oroszország      | 1:02.31 |    |
| 8.    | Andreea Mihaela Cojocaru | Románia          | 1:04.25 |    |